# Трилесы (Киевская область)
Триле́сы (укр. Триліси) — село, входит в Фастовский район Киевской области Украины.
Через село протекает река Каменка.

## История
Являлось селом Кожанской волости Васильковского уезда Киевской губернии Российской империи.
29 декабря 1825 года в селе Трилесы началось Восстание Черниговского полка. В селе были похоронены участники восстания И. И. Муравьёв-Апостол, М. А. Щепилло и А. Д. Кузьмин. Позднее на месте их могилы в селе установлен памятник.
Население по переписи 2001 года составляло 2390 человек.
В ноябре 2005 года было возбуждено дело о банкротстве находившегося здесь спиртзавода.

## Местный совет
08552, Київська обл., Фастівський р-н, с. Триліси, вул. Леніна,1